# Steingerät

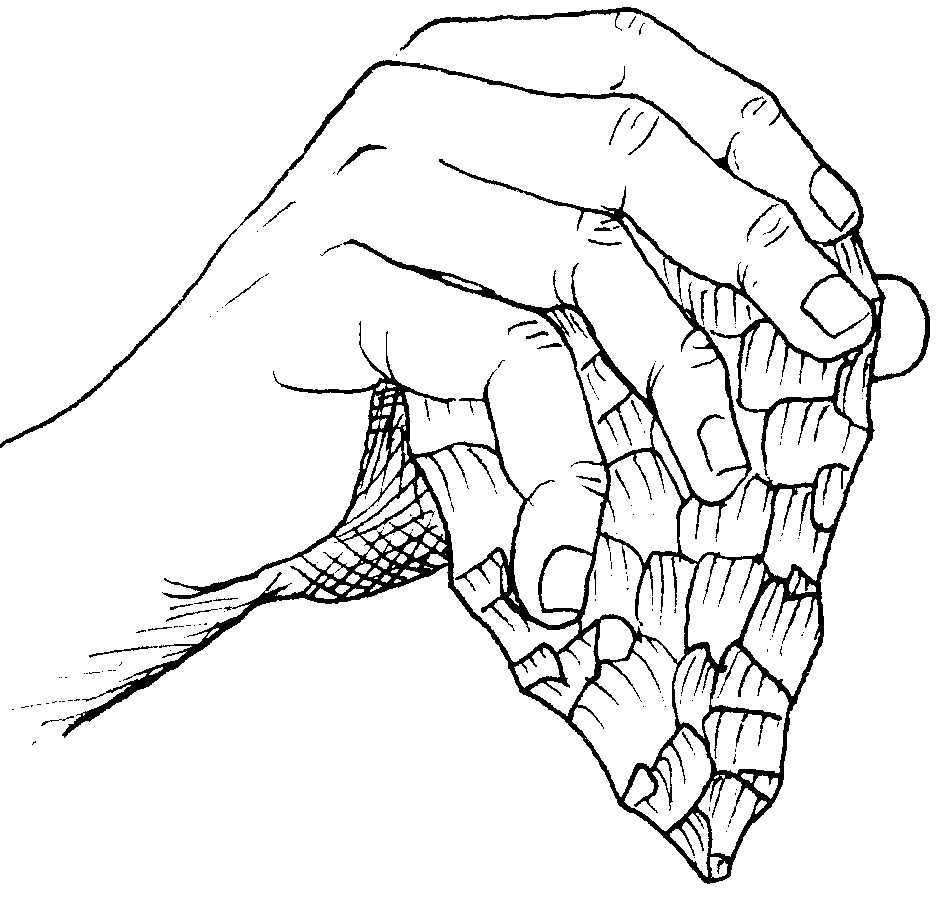
Der Faustkeil, ein altsteinzeitliches Werkzeug

Als Steingerät, Steinwerkzeug oder Steinartefakt werden in der Archäologie alle von Menschen oder ihren homininen Vorfahren artifiziell modifizierten Steine bezeichnet. Wegen ihrer relativen Beständigkeit gegenüber Verwitterung im Boden sind Steinerzeugnisse (Steinartefakte) wesentliche archäologische Quellen zum Beleg frühester menschlicher Aktivitäten. Im Verlauf der Stammesgeschichte des Menschen wurde die Anmutung der Geräte verfeinert und die Herstellungstechniken wurden komplexer.
Die Analyse von Steinartefakten ist Bestandteil der prähistorischen Archäologie. Das am häufigsten verwendete Material der europäischen Altsteinzeit war der Feuerstein (Flintknollen aus Kreideformationen, Hornstein), daneben wurden auch Kieselschiefer, Quarzite und Rhyolithe sowie reiner, makrokristalliner Quarz verwendet. Steingeräte-Traditionen bilden seit der ersten, 1869 von Gabriel de Mortillet erstellten Nomenklatur die Grundlage zur Klassifizierung der älteren Urgeschichte. Anhand von Steingeräten definierte archäologische Kulturen umfassen in Europa das Paläolithikum und das Mesolithikum, in Afrika das Early Stone Age, das Middle Stone Age und das Later Stone Age. Aus der Form und der Herstellungsweise kann teilweise auch die Funktion von Steingeräten erschlossen werden und damit die Wirtschaftsweise ihrer Benutzer.

## Begriffliche Abgrenzung
Im archäologischen Sprachgebrauch sind zwei Ebenen zu unterscheiden: Steingerät, Steinwerkzeug und Steinartefakt werden als zusammengesetzte Begriffe synonym gebraucht, hier stehen sie als Oberbegriff für alle Steine, die von Menschen modifiziert und als Werkzeug gebraucht wurden. Im Gegensatz dazu gibt es die Bezeichnung Gerät oder Werkzeug in der Terminologie geschlagener Steinartefakte (insbesondere aus Feuerstein). Hier steht Gerät oder Werkzeug für retuschierte Grundformen und damit im Gegensatz zu den unmodifizierten Grundformen Abschlag und Kern.

## Steingeräte der Altsteinzeit

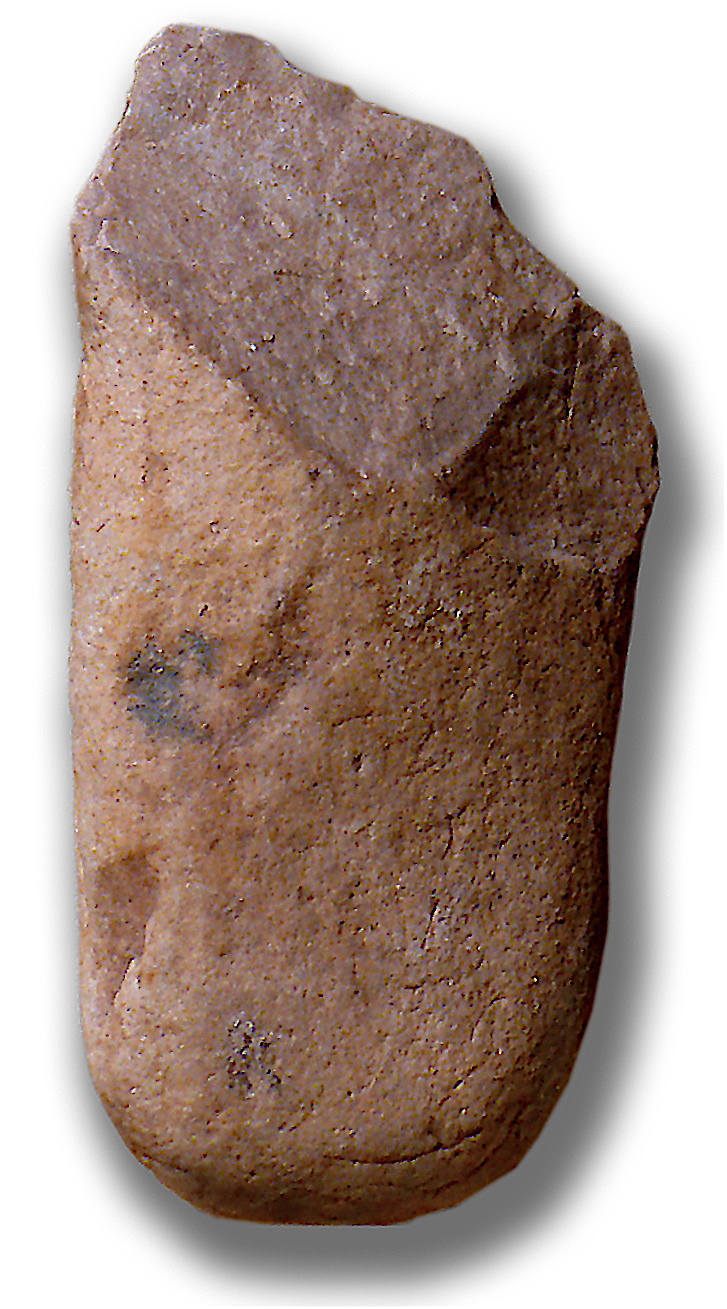
Steinwerkzeug (Geröllgerät) vom Oldowan-Typ

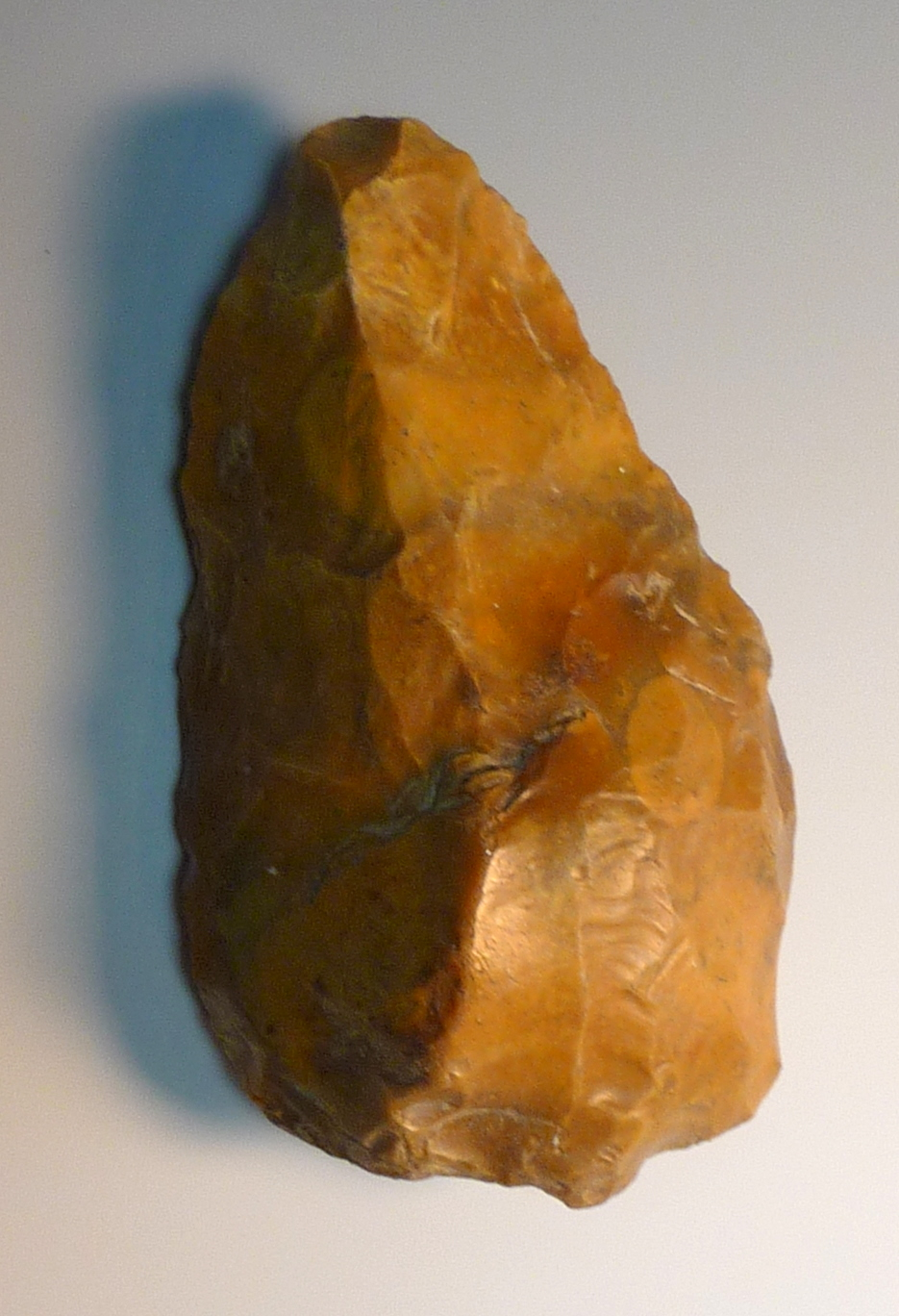
Feuerstein-Faustkeil (Fundort Winchester)

Während des Early Stone Age, dessen Beginn an die ältesten Nachweise von Steingerät in Afrika gekoppelt ist, wurden vor allem geringfügig bearbeitete, abgerundete Flussgerölle als Rohstoff zur Herstellung einfacher Werkzeuge genutzt; diese frühen Steingeräte werden als Geröllgeräte bezeichnet. Die ältesten, als gesichert geltenden Geröllgeräte (= Steingeräte des Oldowan) stammen von der Fundstelle Gona in der Nähe von Hadar in Äthiopien. Sie sind 2,9 bis 2,5 Millionen Jahre alt. Ähnlich alt sind Funde aus der Ausgrabungsstätte Bokol Dora 1 (BD 1) (Forschungsgebiet Ledi-Geraru) in der Region Afar im Nordosten Äthiopiens. Mit einem Alter von 2,34 Millionen Jahren sind Steingeräte-Funde vom westlichen Ufer des Turkanasees in Kenia nahezu gleich alt.
In der Fundstätte Lomekwi 3 am Turkana-See wurden ab 2011 Steingeräte vom Oldowan-Typ und Reste von der Herstellung solcher Werkzeuge gefunden. Während die meisten Werkzeuge an der Oberfläche entdeckt wurden, stammen 19 Objekte mit nicht zweifelsfrei zu klärendem Artefaktcharakter aus tieferen Sedimentschichten und sind damit geologisch datierbar. Ihr Alter beträgt laut einer in Nature veröffentlichten Studie 3,3 Millionen Jahre. Sollte diese Datierung korrekt sein, wären es die ältesten bislang bekannten Steinwerkzeuge, und zwar aus einer Epoche, aus der noch keine Fossilien der Gattung Homo bekannt sind, wohl aber Funde von Kenyanthropus; als ältester Beleg für die Gattung Homo gilt das 2,80 bis 2,75 Millionen Jahre alte Fossil LD 350-1.
Im Gebiet der Gona benachbarten Fundstelle Bouri wurden 2,5 Millionen Jahre alte fossile Knochen entdeckt, die Schnittspuren von Steinwerkzeugen aufweisen.
Rund 800.000 Jahre älter sind parallel verlaufende Einkerbungen in zwei Wildtierknochen von der äthiopischen Fundstelle Dikika, südlich von Hadar, die ebenfalls als Schnittspuren von Steinwerkzeugen gedeutet wurden. Das Alter dieser Fossilien wurde mit Hilfe der 39Ar-40Ar-Methode auf 3,42 bis 3,24 Millionen Jahre datiert. Aus dieser Epoche sind dort ausschließlich Funde von Australopithecus afarensis bekannt, darunter auch das bisher am besten erhaltene Fossil von Australopithecus afarensis, dessen wissenschaftliche Bezeichnung DIK 1-1 lautet; auch sein Alter wurde auf ungefähr 3,3 Millionen Jahre datiert. Die Deutung dieser Einkerbungen ist allerdings umstritten. So wurden in den Fundschichten von Australopithecus afarensis noch niemals Steinwerkzeuge oder Abschläge aus der Herstellung von Steingerät gefunden; jedoch wurden am Fundort der beiden Wildtierknochen zahlreiche fossile Überreste von Krokodilen gefunden, deren Bissspuren sehr ähnliche Beschädigungen an Knochen hervorrufen können wie Steinwerkzeuge.
Grundzüge der Entwicklungsgeschichte der Steingeräte
Sie benennen zugleich die wichtigsten Perioden:
- Oldowan (nur in Afrika): Pebble Tools, hergestellt vermutlich von Homo rudolfensis, Homo habilis sowie Homo ergaster / Homo erectus.
- Acheuléen (Afrika, Asien, Europa): Faustkeile, hergestellt vermutlich von Homo habilis, Homo rudolfensis und Homo ergaster / Homo erectus
- Mittelpaläolithikum (Europa): kennzeichnend ist die vor etwa 300.000 Jahren erstmals auftretende Levalloistechnik, die charakteristische Kernabbautechnik der Neandertaler.
- Middle Stone Age (Afrika): Beginn der Klingentechniken in Südafrika vor etwa 65.000 Jahren (vgl. Howieson’s Poort Industrie)
- Jungpaläolithikum: neuartige „Klingen-Technik“ mit konischen Klingenkernen; tritt als Technik des anatomisch modernen Menschen (Homo sapiens) vor etwa 40.000 Jahren in Europa auf

## Steingeräte der Jungsteinzeit
Ein großer Einschnitt in der Technologie ist der Übergang von geschlagenen Steingeräten (z. B. Faustkeil) zu final geschliffenen Steingeräten (Steinbeile). Geschliffener Stein wurde im Jahre 1865 von John Lubbock als wichtigstes Kennzeichen der Jungsteinzeit (Neolithikum) definiert.

## Steingeräte während der Metallzeiten
Auch während der Bronzezeit und Eisenzeit in Europa blieben Steingeräte in Gebrauch, zum Beispiel in Gestalt von Pfeilspitzen oder Feuerzeugen (bestehend aus Feuerstein und Schwefelkiesknolle).

## Jüngere Geschichte

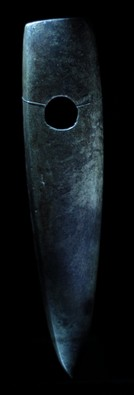
Schuhleistenkeil aus dem Fürstengrab von Leubingen (ca. 4000 vor heute)

Steingeräte sind regional heute noch von Bedeutung, beispielsweise in Form von Mahlgerätschaften (Mahlstein, Mörser) oder in der Metallverarbeitung. Beim „Kaltschmieden“ werden in Westafrika Steinkugeln und Steinhämmer zum Bearbeiten von Metall benutzt.